# Daniel Kolář
Daniel Kolář (ur. 27 października 1985 w Pradze) – czeski piłkarz, który grał na pozycji ofensywnego pomocnika. Obecnie dyrektor sportowy Viktorii Pilzno. W latach 2009–2016 reprezentant Czech. Uczestnik Mistrzostw Europy 2012 oraz 2016. Większość swojej kariery spędził w czeskiej Viktorii Pilzno.

## Kariera klubowa
Karierę piłkarską Kolář rozpoczął w amatorskim klubie SK Roztoky. Następnie w 1997 roku podjął treningi w Sparcie Praga i grał w jej drużynie juniorów oraz rezerwach. W 2004 roku przeszedł do 1. FC Slovácko z miasta Uherské Hradiště. 7 sierpnia 2004 zadebiutował w lidze czeskiej w zakończonym remisem 1:1 wyjazdowym spotkaniu ze Spartą Praga. W 1. FC Slovácko grał do końca sezonu 2004/2005.
Latem 2005 Kolář przeszedł ze Slovácko do Chmelu Blšany, w którym zadebiutował 21 sierpnia 2005 w przegranym 1:4 wyjazdowym meczu z FK Mladá Boleslav, zdobywając swojego pierwszego gola w czeskiej lidze.
Na początku 2006 roku Kolář wrócił do Sparty Praga, w której po raz pierwszy wystąpił 18 lutego 2006 w przegranym 1:2 domowym meczu ze Slovanem Liberec. W Sparcie grał do lata 2008. Wraz ze Spartą wywalczył mistrzostwo kraju w 2007 roku i zdobył Puchar Czech w 2007 i 2008 roku.
W 2008 roku Kolář przeszedł ze Sparty Praga do Viktorii Pilzno. W Viktorii swój debiut zanotował 4 października 2008 w meczu z Tescomą Zlín. W 2010 roku zdobył z nią Puchar Czech. W latach 2011, 2013, 2015 i 2016 także wywalczył mistrzostwo kraju z Viktorią.
We wrześniu 2016 Kolář przeszedł do Gaziantepsporu. Zadebiutował w nim 10 września 2016 w zremisowanym 0:0 wyjazdowym meczu z Adanasporem.
W 2017 roku Kolář wrócił do Viktorii.
| Sezon   | Klub            | Kraj   | Rozgrywki      | Mecze | Bramki |
| ------- | --------------- | ------ | -------------- | ----- | ------ |
| 2004/05 | 1. FC Slovácko  | Czechy | Gambrinus Liga | 13    | 0      |
| 2005/06 | Chmel Blšany    | Czechy | Gambrinus Liga | 14    | 3      |
| 2005/06 | Sparta Praga    | Czechy | Gambrinus Liga | 7     | 1      |
| 2006/07 | Sparta Praga    | Czechy | Gambrinus Liga | 27    | 4      |
| 2007/08 | Sparta Praga    | Czechy | Gambrinus Liga | 17    | 3      |
| 2008/09 | Sparta Praga    | Czechy | Gambrinus Liga | 3     | 0      |
| 2008/09 | Viktoria Pilzno | Czechy | Gambrinus Liga | 22    | 5      |
| 2009/10 | Viktoria Pilzno | Czechy | Gambrinus Liga | 26    | 5      |
| 2010/11 | Viktoria Pilzno | Czechy | Gambrinus Liga | 29    | 13     |
| 2011/12 | Viktoria Pilzno | Czechy | Gambrinus Liga | 29    | 6      |
| 2012/13 | Viktoria Pilzno | Czechy | Gambrinus Liga | 21    | 7      |
| 2013/14 | Viktoria Pilzno | Czechy | Gambrinus Liga | 23    | 7      |
| 2014/15 | Viktoria Pilzno | Czechy | Gambrinus Liga | 25    | 11     |
| 2015/16 | Viktoria Pilzno | Czechy | Gambrinus Liga | 26    | 6      |
| 2016/17 | Viktoria Pilzno | Czechy | Gambrinus Liga | 3     | 0      |
| 2016/17 | Gaziantepspor   | Turcja | Süper Lig      | 8     | 0      |
| 2017/18 | Viktoria Pilzno | Czechy | Gambrinus Liga |       |        |

## Kariera reprezentacyjna
W swojej karierze Kolář grał w reprezentacji Czech U-19 i U-21, z którą w 2007 roku wystąpił na Mistrzostwach Europy U-21. W dorosłej reprezentacji Czech zadebiutował 5 czerwca 2009 w wygranym 1:0 towarzyskim meczu z Maltą.